# La Chaire-à-Calvin

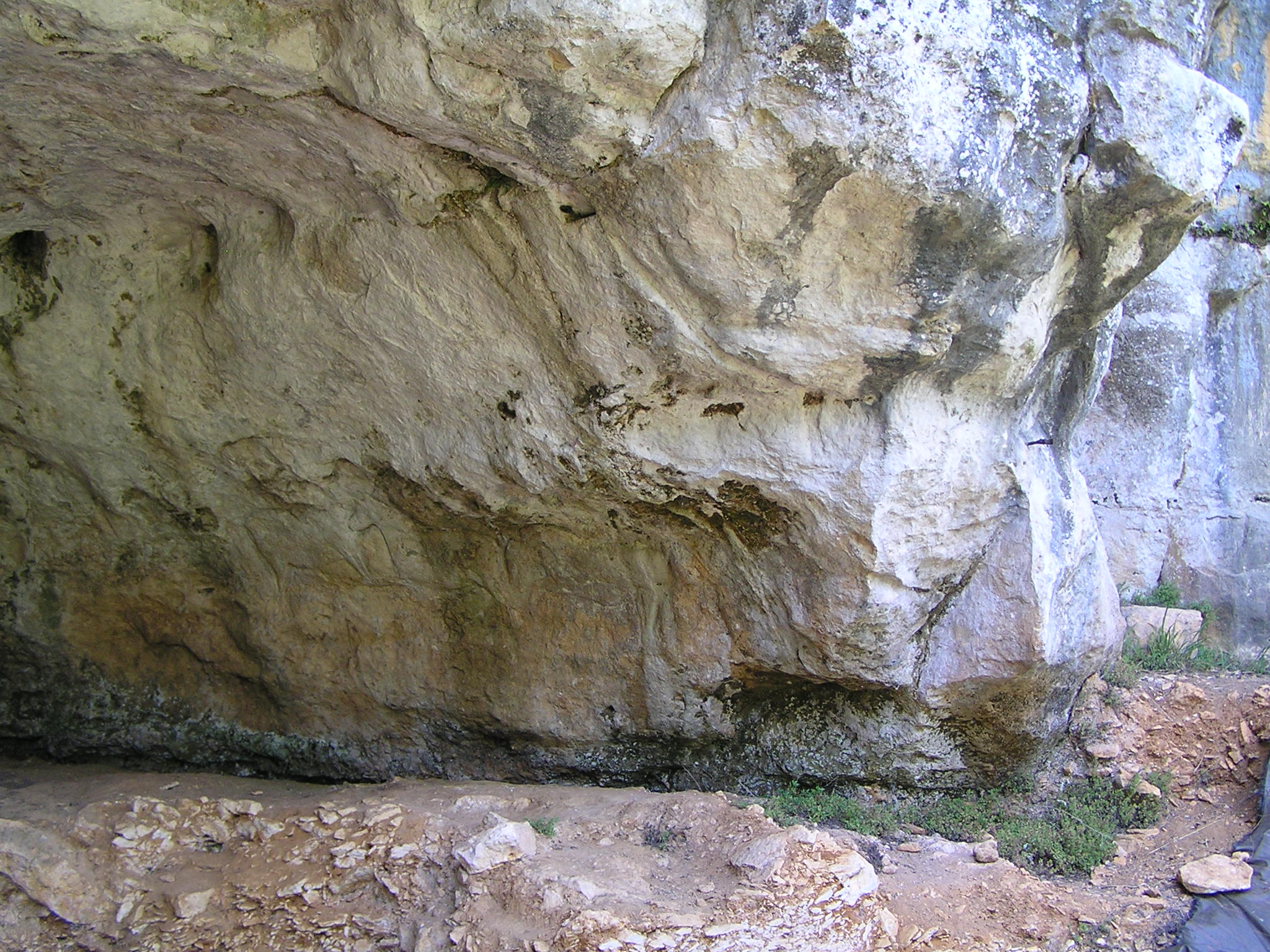
Widok nawisu

La Chaire-à-Calvin – nawis skalny znajdujący się w pobliżu miejscowości Mouthiers-sur-Boëme we francuskim departamencie Charente, na lewym brzegu rzeki Gersac. Stanowisko archeologiczne. Od 1986 roku posiada status monument historique, w kategorii classé (zabytek o znaczeniu krajowym).
Nazwa miejsca nawiązuje do reformatora Jana Kalwina, który zgodnie z lokalną tradycją miał wygłosić tutaj kazanie. Pod nawisem odkryto datowane na ok. 15 tys. lat temu ślady okresowego pobytu ludności kultury magdaleńskiej: narzędzia kamienne i kości zwierzęce. W 1926 roku archeolog Pierre David w trakcie prac na stanowisku odkrył pokrywający ścianę fryz o długości 3 metrów, na którym przedstawiono nieokreślone zwierzę bez głowy, konia i dwa kopulujące konie. Wizerunki te pierwotnie były zapewne pokryte ochrą.